# Махаури, Рустам Русланович
Руста́м Русла́нович Махау́ри по прозвищу «Медведь» (род. 27 августа 1981 года) — чеченский полевой командир среднего звена, заместитель «Магаса» (Али Тазиева), личный охранник Доку Умарова, террорист. В иерархии вооружённых формирований Имарата Кавказ «Медведь» занимал должность командира мобильной группы моджахедов, действующей в составе Бамутского сектора Юго-Западного Фронта ВС Вилаята Нохчийчоь Имарата Кавказ. По словам властей Чечни и Ингушетии, крупное военное формирование Рустама Махаури действовало в районе Бамута и было связано с группой боевиков, подчиняющихся Доку Умарову.
Проживал в селении Бамут Ачхой-Мартановского района Чечни, а до начала военных действий был прописан в станице Ассиновская.
20 июля 2005 года Махаури был объявлен в федеральный розыск на основании обвинений в организации незаконного вооружённого формирования и участии в нём (ст. 208, ч. 2 УК РФ), а также в незаконном хранении и ношении оружия в составе группы лиц (ст. 222, ч. 2 УК РФ). Арестован милицией.